# Aloja (Letònia)
|  | Per a altres significats, vegeu «municipi d'Aloja». |

Aloja (alemany: Allendorf) és un poble del municipi d'Aloja, al nord de Letònia, prop de la frontera amb Estònia. Aloja com a assentament va ser esmentada per primera vegada en fonts escrites el 1449. El 1925 se li van concedir dels drets com a poble i també es va convertir en un centre de la parròquia. El 1992 se li va concedir els drets de ciutat.

## Residents notables
- Pāvils Dreijmanis, arquitecte
- Lauris Dzelzītis, actor
- Miķelis Krogzemis, poeta